# Ашленд (Орегон)
Ашленд (англ. Ashland) — город в округе Джэксон штата Орегон, США. Он расположен примерно в 16 милях (26 км) к северу от границы с Калифорнией и недалеко от южного конца долины Роуг. Население города составляло 21 360 человек по переписи 2020 года.
Ашленд, изначально называвшийся «Ашленд-Милс», был назван в честь округа Ашленд, штат Огайо, где изначально жил основатель Абель Хелман, и, во вторую очередь, в честь Ашленда, штат Кентукки, где у других основателей были семейные связи.

## История
До прибытия белых поселенцев в середине XIX века, народ шаста жил в долине вдоль ручья Эшленд, примерно там, где находится современный город. Ранние охотники и трапперы компании Гудзонова залива, следующие по тропе Сискию, прошли через это место в 1820-х годах. В конце 1840-х годов в основном американские поселенцы, следующие по тропе Эпплгейт, начали проходить через этот район. К началу 1850-х годов Закон о пожертвованиях на землю привел многих в долину Роуг и в конфликт с ее коренными жителями. Эти часто жестокие столкновения, в конечном итоге известные как войны на реке Роуг, продолжались до 1856 года.

## Население
| 1860    | 1870    | 1880    | 1890  | 1900    | 1910    | 1920    |
| ------- | ------- | ------- | ----- | ------- | ------- | ------- |
| 327     | ↗400    | ↗1784   | →1784 | ↗2634   | ↗5020   | ↘4283   |
| 1930    | 1940    | 1950    | 1960  | 1970    | 1980    | 1990    |
| ↗4544   | ↗4744   | ↗7739   | ↗9119 | ↗12 342 | ↗14 943 | ↗16 234 |
| 2000    | 2010    | 2020    |       |         |         |         |
| ↗19 522 | ↗20 078 | ↗21 360 |       |         |         |         |